# Damastes malagasus
Damastes malagasus är en spindelart som först beskrevs av Karsch 1881.  Damastes malagasus ingår i släktet Damastes och familjen jättekrabbspindlar.
Artens utbredningsområde är Madagaskar. Inga underarter finns listade i Catalogue of Life.